# Tetragnatha luculenta
Tetragnatha luculenta är en spindelart som beskrevs av Simon 1907. Tetragnatha luculenta ingår i släktet sträckkäkspindlar, och familjen käkspindlar.
Artens utbredningsområde är Guinea-Bissau. Inga underarter finns listade i Catalogue of Life.